# Макдональд, Джон Маршалл
Джон Макдональд сформулировал в 1963 году «Триаду Макдональда», набор из трёх поведенческих характеристик — зоосадизм, пиромания и энурез, который он связал с предрасположенностью к совершению особо жестоких преступлений.
Он описал результаты своей работы с пациентами, проходящими лечение в Психиатрическом Госпитале Колорадо в Денвере, которые угрожали убийством, но не реализовали свои угрозы. Большинство пациентов в детстве регулярно мучали животных, устраивали поджоги и мочились в постель после пяти лет.